# Oreochromis placidus
Espèce
Statut de conservation UICN

 LC  : Préoccupation mineure
Synonymes
- Tilapia placida Trewavas, 1941
- Oreochromis placidus placidus (Trewavas, 1941)
- Sarotherodon placidus (Trewavas, 1941)
- Tilapia ruvumae Trewavas, 1966
- Oreochromis placidus ruvumae (Trewavas, 1966)
- Sarotherodon ruvumae (Trewavas, 1966)
- Oreochromis placidus rovumae (Trewavas, 1966)
- Chromis niloticus (non Linnaeus, 1758)
- Tilapia nigra (non Günther, 1894)
- Oreochromis shirana (non Boulenger, 1896)[1]

Oreochromis placidus est une espèce de poisson de la famille des cichlidae et de l'ordre des Cichliformes. Cette espèce est endémique de l'Afrique. Il fait partie des nombreuses espèces regroupées sous le nom de Tilapia.

## Répartition géographique
Cette espèce est endémique de l'Afrique. Cette espèce ce rencontre dans la partie basse des hauteurs du Zambèze et vers le sud dans les parties inférieures des cours d'eau Sabi[Laquelle ?], Lundi, Pungwe et Buzi ; dans le fleuve Ruvuma, au niveau de la frontière entre la Tanzanie et le Mozambique. Également dans le lac Rutumba, le système hydrologique de Lupululu et Lupuledi et l'ouest de Lindi.

## Sous espèces
Auparavant, était reconnue l'espèce ce divisaient en deux sous-espèces,:
- Oreochromis placidus placidus - (ou Oreochromis placidus ssp. placidus)
- Oreohromis placidus ruvumae - (ou Oreochromis placidus ssp. rovumae)